# Římskokatolická farnost Diváky
Římskokatolická farnost Diváky je územním společenstvím římských katolíků s farním kostelem Nanebevzetí Panny Marie v rámci hustopečského děkanství brněnské diecéze.

## Historie farnosti
Poprvé se obec zmiňuje v zakládací listině zábrdovického kláštera premonstrátů. Zde je uveden letopočet 1210, jde však o falzum listiny z 13. století. Oficiálně doložitelné datum zmínky o obci je na papežské listině Řehoře IX. z roku 1237. Kostel Nanebevzetí Panny Marie se připomíná již v roce 1287.

## Duchovní správci
Od 1. srpna 2010 je zde administrátorem excurrendo P. Rudolf Zbožínek z Boleradic.
V říjnu 2021 jej vystřídal R. D. Mgr. Vít Fatěna.

## Aktivity farnosti
Dnem vzájemných modliteb farností za bohoslovce a bohoslovců za farnosti brněnské diecéze je 19. leden. Adorační den připadá na 12. února.
Ve farnosti se pravidelně pořádá tříkrálová sbírka. V roce 2015 se při ní vybralo 13 439 korun,o rok později 11 299 korun. 

## Bohoslužby
| Kostel                  | Místo  | Bohoslužba (den) | Hodina | Poznámka     |
| ----------------------- | ------ | ---------------- | ------ | ------------ |
| Nanebevzetí Panny Marie | Diváky | neděle           | 11.00  | Farní kostel |